# Пунта (дем Ситония)
Пунта (на гръцки: Πούντα) е малък остров в Северна Гърция, част от дем Ситония, област Централна Македония. Островът е разположен в Торонийския залив, южно от курорта Порто Карас и в 2001 година е без жители. Островът е свързан с път със сушата.